# Métro d'Oslo
Le métro d'Oslo (ou Oslo T-bane) est un des systèmes de transport en commun desservant la ville d’Oslo, capitale de la Norvège. Il comporte 101 stations sur cinq lignes, pour une longueur de 85 kilomètres.
Le métro est interconnecté avec d’autres transports en commun : six lignes de tramway, un réseau d’autobus et un réseau de trains de banlieue.

## Histoire
Holmenkollbahn, la première ligne de train de banlieue est mise en service en 1898 entre Majorstuen et Slemdal. En 1916, la ligne est étendue jusqu’à Tryvann, et en 1928 le terminus est remplacé de Majorstuen à Nationaltheatret.
Le réseau de tramway continue de se développer pour desservir la ville jusqu'à la fin de la Seconde Guerre mondiale. Dans les années 1920, trois lignes ouvrent : la ligne Østensjø, Sognvann et Røa.
En 1948, Oslo fusionne avec la municipalité voisine d'Aker. Un plan général d'aménagement prévoit alors la construction d'un système de métro afin de connecter les différentes entités au centre-ville. En 1949, un bureau de planification du métro est créé, et les premiers plans du futur T-Bane sont présentés en 1951.
L'ouverture du métro d'Oslo est reporté de mars à mai 1966 en raison de la quantité de neige. Il entre en service le 22 mai 1966, après avoir été inauguré par le roi de Norvège Olav V. 
Le réseau de métro se cesse de s'agrandir entre les années 1970 et aujourd'hui. 
La ligne Furuset est étendue jusqu'à Trosterud en 1974, les stations suivantes de Lindeberg et Furuset ouvrent en 1978 et le terminus actuel Ellingsrudåsen ouvre en 1981. 
Une station appelée Sentrum ouvre en 1977 dans le centre-ville mais doit fermer pendant quatre ans entre 1983 et 1987 à cause de problèmes de fuites d'eau. Elle réouvre le 7 mars 1987 sous le nom de Stortinget.
Jusque-là, bien que Sentrum/Stortinget serve de terminus commun aux lignes couvrant l'est et l'ouest de la ville, il n'y a pas de connexion directe. Les passagers doivent changer de train pour accéder à l'autre partie de l'agglomération. La première ligne à passer de l'est à l'ouest ouvre en 1993.
Le plan initial de la Ring Line, qui opère une boucle dans le centre de la ville et le quartier de Nordre Aker, est approuvé par la municipalité en 1997. Sa version finale ouvre en 2016.

## Le réseau
Le plan du réseau actuel date de 2016, avec l’ouverture du tunnel entre Økern et Sinsen, et la nouvelle station de Løren, sur la ligne 4. Il fait 85 kilomètres de long et comporte 101 stations. Seules 17 d’entre elles sont souterraines ou couvertes.
Le métro d’Oslo couvre les quinze arrondissements d'Oslo, ainsi qu’une partie de la municipalité voisine de Bærum. Les cinq lignes traversent le tunnel commun, qui comprend trois stations du centre-ville. Le réseau a en tout huit branches.

Avec 101 millions de voyages par an en 2022, le T-bane est le deuxième moyen de transport en commun le plus utilisé d'Oslo après le bus (159 millions par an).

Carte du réseau du métro d'Oslo (avril 2016).

| Ligne | Terminus                                                  | Tronçons                       | Stations |
| ----- | --------------------------------------------------------- | ------------------------------ | -------- |
|       | Frogerenseteren - Stortinget - Helsfyr (- Bergkrystallen) | Holmenkollbanen, Furusetbanen  | 35       |
|       | Østerås - Stortinget - Ellingsrudåsen                     | Røabanen, Furusetbanen         | 26       |
|       | Kolsås - Stortinget - Mortensrud                          | Sognsvannsbanen, Østensjøbanen | 34       |
|       | Vestili - Storo - Stortinget - Bergkrystallen             | T-banering, Lambertseterbanen  | 37       |
|       | Sognsvann - Stortinget - Storo - Stortinget - Vestili     | T-banering, Grorudbanen        | 43       |

## Matériel roulant

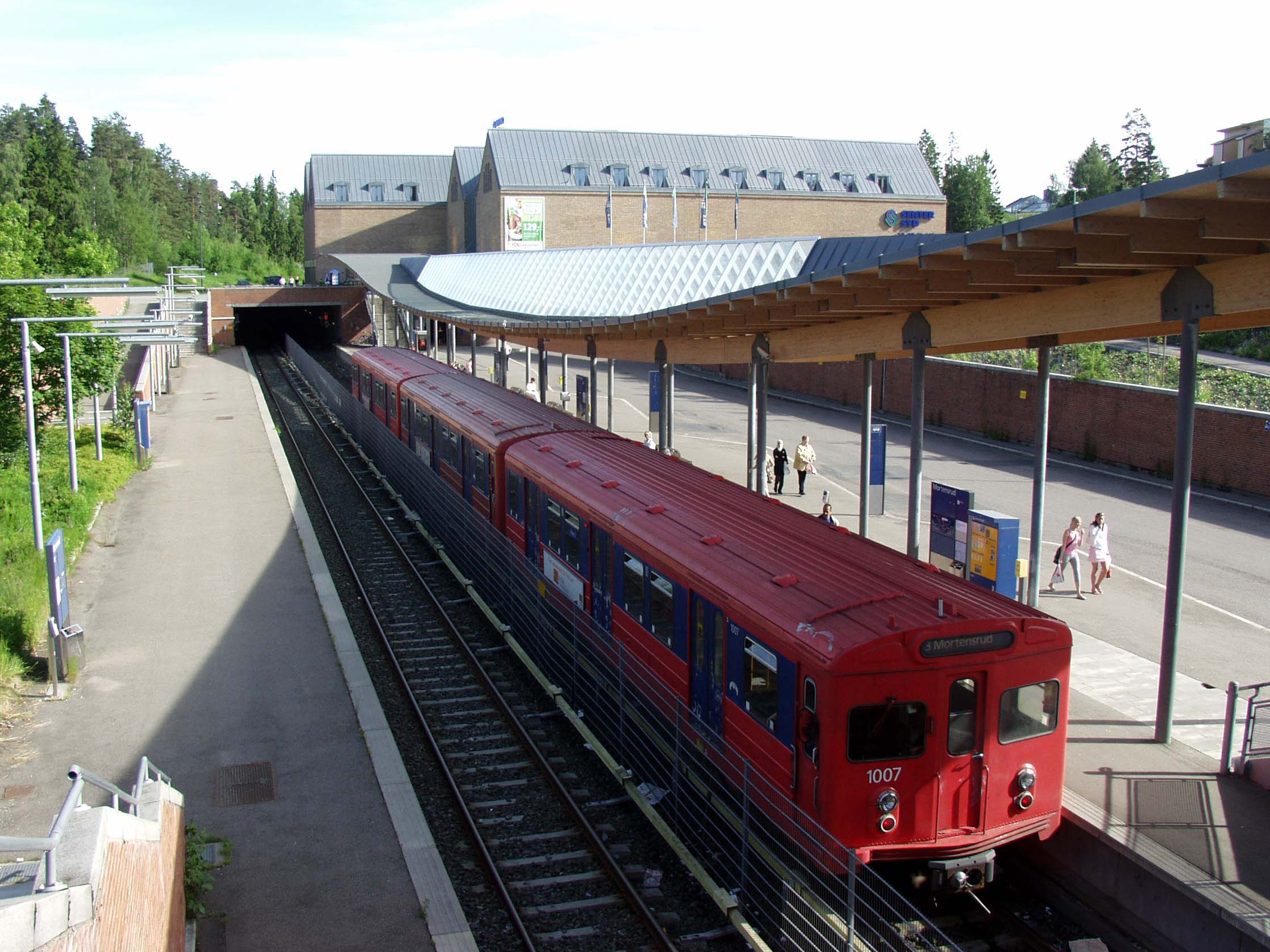
Rame T1000 à la station Mortensrud

| Nom de la série | Nom de la série | Livraison   | Suppression | Constructeur                  | Nombre de rames produites | Voitures par rame | Alimentation          |
| --------------- | --------------- | ----------- | ----------- | ----------------------------- | ------------------------- | ----------------- | --------------------- |
| T1000/1300      | T1000           | 1966 - 1976 | 2009        | Strømmens Værksted, NEBB, AEG | 162                       | 2 à 6             | 3ème rail             |
| T1000/1300      | T1300           | 1978 - 1981 | 2010        | Strømmens Værksted, NEBB, AEG | 33                        | 2 à 6             | 3ème rail & caténaire |
| T2000           | T2000           | 1994        | 2009        | Strømmens Værksted, AEG       | 6                         | 2                 | 3ème rail & caténaire |
| MX3000          | MX3000          | 2005 - 2014 | en service  | Siemens                       | 115                       | 3                 | 3ème rail             |

### T1000/1300 (1966–2010)
- Longueur : 17 m
- Largeur : 3,2 m
- Hauteur : 3,65 m
- Vitesse maximale : 70 km/h
- Masse à vide : 29,7 t
- Capacité de transport : 117 personnes dont 63 places assises
- Alimentation : 3e rail & Caténaire (seulement pour les T1300)

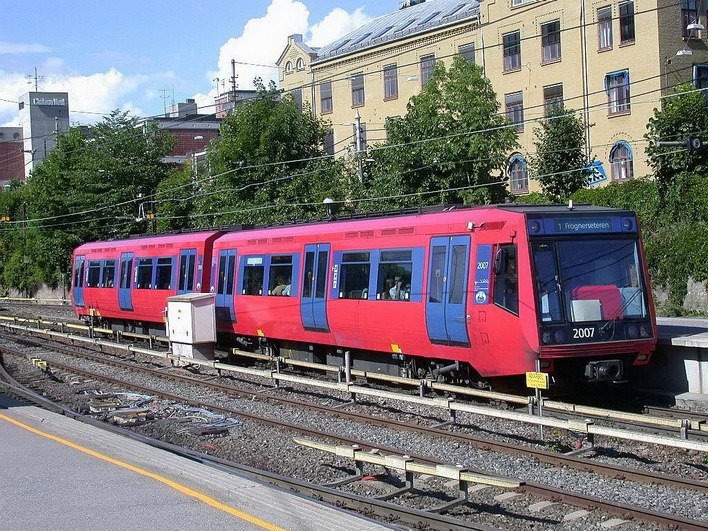
Rame T2000 à la station Majorstuen

### T2000 (1994–2009)
- Longueur : 18 m
- Largeur : 3,3 m
- Hauteur : 3, 65 m
- Vitesse maximale : 100 km/h
- Masse à vide : 31 t
- Capacité de transport : 185 personnes, dont 60 places assises

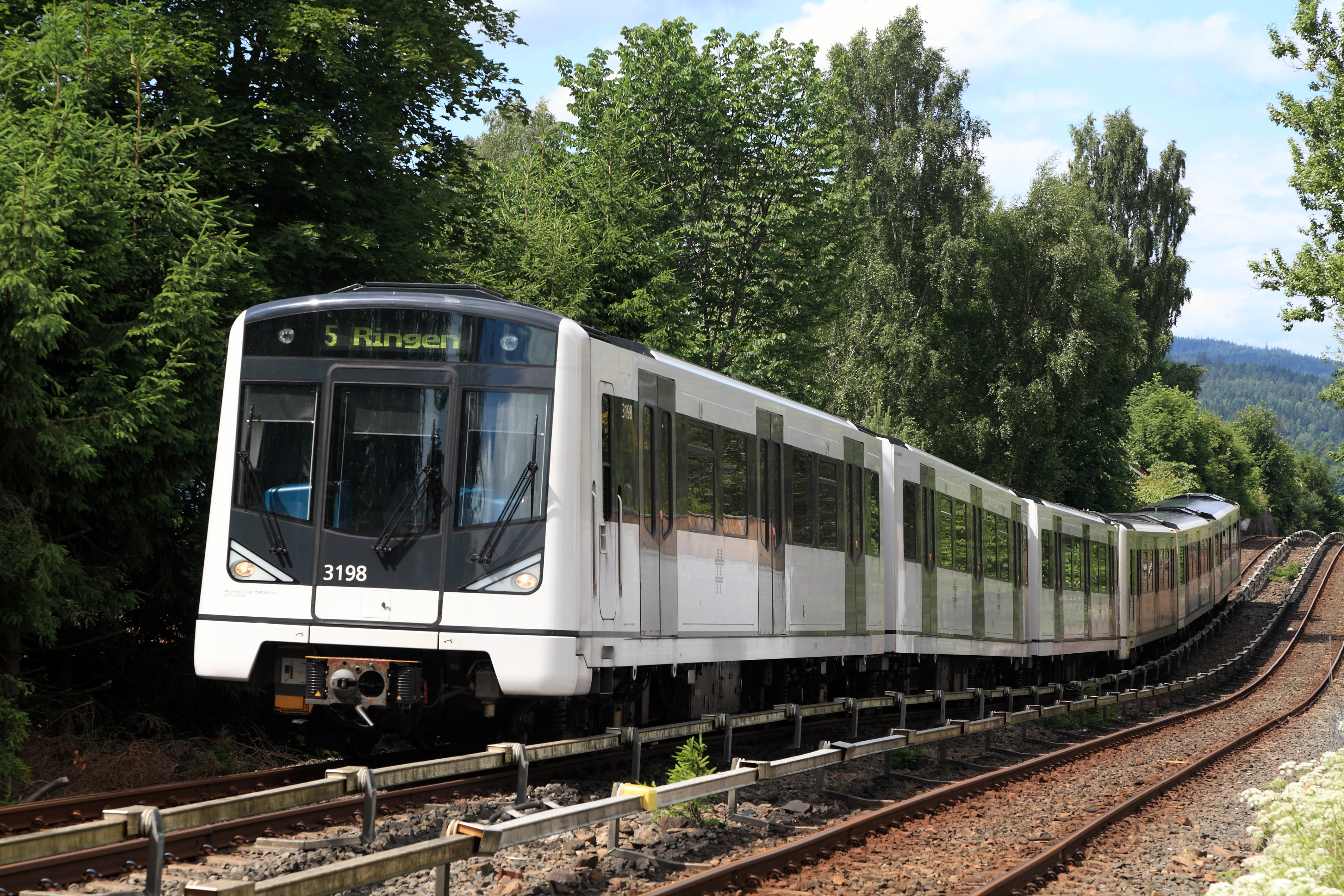
Rame MX3000 sur l'anneau circulaire

- Alimentation : 3e rail & Caténaire

### MX3000 (2007–présent)
- Longueur : 18 m
- Largeur : 3,1 m
- Hauteur : 3, 8 m
- Vitesse maximale : 70 km/h
- Masse à vide : 94 t
- Capacité de transport : 493 personnes, dont 138 places assises
- Alimentation : 3e rail

## Travaux
Jusqu'en 2030, plusieurs améliorations sont prévues pour moderniser et améliorer le réseau.

### Matériel roulant
En 2022, Sporveien est chargé d'acquérir de nouvelles voitures de métro. Un contrat est signé en mai 2024 et les nouvelles voitures seront en place en 2029. Les premiers trains d'essai arriveront à Oslo en 2027.

### Modernisation de Majorstuen
Des travaux commencent en mai 2024 pour moderniser la station de métro Majorstuen. L'objectif est de permettre à plus de rames de traverser le tunnel du centre-ville. Les changements prévus sont : des toits plus longs au-dessus des quais, un pont pour piétons et cyclistes qui relie les deux plateformes et la suppression de la voie médiane de la gare.

### Expansion du réseau

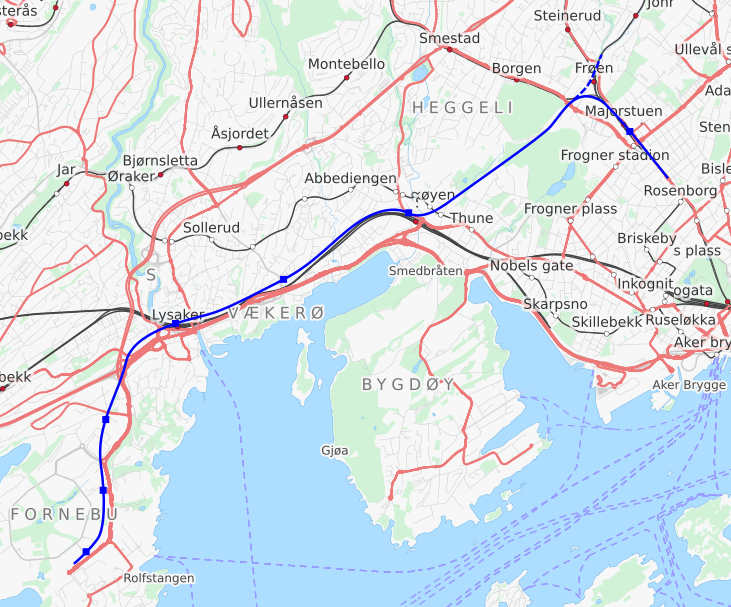
Carte du tracé de la ligne Fornebu.

Une nouvelle ligne de métro qui devrait s’étendre de Majorstuen à Fornebu est en construction. La construction a commencé en 2020 et devrait être terminée en 2029. D’une longueur de 7,7 kilomètres, elle comprend six nouvelles stations.
Un accord a été signé entre la municipalité d’Oslo et le gouvernement norvégien pour partager le coût du projet, qui s’élève à 16 milliards de NOK.

## Le métro dans la culture
Le 26 mai 2001, quatre stations du centre du métro d'Oslo accueillent un festival de musique, Musikk under Oslo. L'expérience est reconduite pendant 5 ans et exportée dans d'autres villes européennes comme Barcelone,.